# Бёртон, Сара
Сара Джейн Бёртон (англ. Sarah Jane Burton; род. 1974) — английский модельер, креативный директор модного бренда Alexander McQueen, офицер Ордена Британской империи. Она создавала платье Кэтрин Миддлтон для её свадьбы с принцем Уильямом, герцогом Кембриджским в апреле 2011 года. В 2012 году она вошла в Time 100, ежегодный список 100 самых влиятельных людей в мире по версии журнала Time.
С сентября 2024 года – креативный директор Givenchy.

## Ранние годы
Бёртон (урождённая Хёрд, англ. Heard) родилась в Маклсфилде (Восточный Чешир). Она была одной из пяти детей Энтони и Дайаны Хёрдов. Бёртон училась в Уитингтонской школе для девочек в Манчестере. После завершения в Манчестерском политехническом университете подготовительного курса об искусствах, она решила заняться модой и поступила в Центральный колледж искусства и дизайна имени Святого Мартина в Лондоне. На третьем курсе по предложению своего куратора Саймона Англесса, друга Александра Маккуина, Бёртон пошла на собеседование на годичную стажировку у Маккуина. Она проработала интерном год, когда компания ещё располагалась в крошечной студии на Хокстон-сквер.

## Карьера
После выпуска в 1997 году Бёртон начала работать личным помощником Маккуина. В 2000 году она была назначена главным дизайнером женской линии одежды. Она создавала платья для Мишель Обамы, Кейт Бланшетт, Леди Гаги и Гвинет Пэлтроу. После смерти Маккуина Бёртон в мае 2010 года стала креативным директором дома Alexander McQueen. В сентябре 2010 года Бёртон представила первую женскую коллекцию McQueen, полностью созданную в Париже.
В апреле 2011 года Бёртон создала платье Кэтрин Миддлтон для её свадьбы с принцем Уильямом, герцогом Кембриджским. Бёртон привлекла внимание Миддлтон в 2005 году, когда она присутствовала на свадьбе Тома Паркера-Боулза, сына герцогини Корнуольской, для жены которого McQueen создал свадебное платье.

## Личная жизнь
Бёртон живёт в Сент-Джонс-Вуде вместе с мужем Дэвидом Бёртоном, модным фотографом.

## Награды и премии
Сара Бёртон в 2011 году была названа дизайнером года на British Fashion Awards. В июле 2012 года она получила почётную учёную степень от Манчестерского политехнического университета, став почётным доктором искусств.
За заслуги перед британской индустрией моды Бёртон в 2012 году стала кавалером Ордена Британской империи (OBE)